# Arthur Haulot
 (février 2012).
Arthur Haulot O.M.W., né le 15 novembre 1913 à Angleur, et mort le 24 mai 2005, est un résistant, poète et conteur belge.

## Son enfance et ses débuts littéraires
Né le 15 novembre 1913 à Angleur en Belgique, Arthur Haulot grandit dans un foyer peu riche mais heureux. Il est marqué très jeune par son père ébéniste, militant socialiste.
À l'âge de 16 ans, Arthur quitte l'école pour travailler à la Fabrique nationale de Herstal puis dans une banque coopérative où le travail de comptable ne le passionne guère.
Grâce à Isi Delvigne (orateur socialiste) qui remarque ses qualités littéraires dans le Journal des Petits Faucons rouges, Arthur Haulot est engagé en 1931 au journal La Wallonie où il entame sa carrière de journaliste. Quatre ans plus tard, il devient journaliste reporter à l'Institut national de radiodiffusion jusqu'en 1937, date à laquelle il devient attaché de cabinet du ministère des communications.
En 1938 il est nommé inspecteur à l'Office National des Vacances ouvrières puis il fonde le commissariat général au tourisme avec son ami Henri Janne.

## La guerre éclate

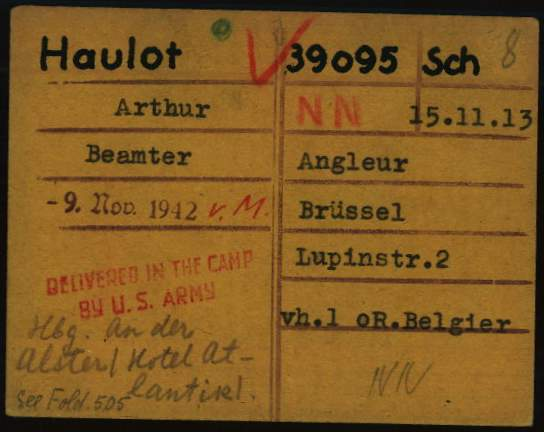
Carte d'enregistrement de Arthur Haulot en tant que prisonnier dans le camp de concentration nazi de Dachau

En mai 1940, lors de l'invasion allemande, Haulot est contraint d'entrer dans la clandestinité car il est membre du parti socialiste belge.
Lors d'une opération clandestine qui se déroule à la fin de l'année 1941, il est arrêté par la Gestapo puis emprisonné à Bruxelles à la prison de Saint-Gilles. Malheureusement, à cause d'un attentat commis au restaurant ‘’Le Cygne’’, réservé aux officiers allemands, Arthur Haulot se retrouve « incorporé » dans un groupe de 40 otages victimes de l'opération "Nuit et brouillard".
Il est déporté au camp de Mauthausen où, âgé de 29 ans, il tient bon malgré les privations, les mauvais traitements et le travail exténuant. En novembre 1942, il est transféré au camp de Dachau où il participera au Comité international clandestin comme représentant des prisonniers belges.
Il sera l'adjoint de Pat O'Leary (Albert Guérisse), Président du Comité, lorsque ce dernier assurera le commandement du camp lors de la libération de celui-ci par la division Rainbow de l'armée américaine.
Considérant que « jamais nous ne tombons ni ne nous élevons si haut que dans des circonstances exceptionnelles » Arthur Haulot dit de sa tragique aventure : « Si je sors d'ici vivant, je ne regretterai jamais d'y être passé ».

## L'après-guerre
À la fin de la Seconde Guerre mondiale, il témoigne en 1945 de l'horreur des camps de concentration dans un livre intitulé Dachau. Afin de commenter personnellement le procès de Nuremberg, il exerce à nouveau durant quelques mois son ancien métier de journaliste au journal Le Peuple.
Cet homme convaincu que le tourisme pouvait aider les peuples à mieux se connaître et à s'apprécier occupe durant 33 ans la place de commissaire général au tourisme. Il crée notamment, en 1955, la Fédération thermale de Belgique.
Il est codirecteur du journal des poètes, fondateur des Biennales internationales de poésie de Liège, mais aussi du Bureau international du tourisme social (1963).
Afin de récompenser de telles actions, le roi Baudouin le fait baron alors qu'il vient d'obtenir le titre de docteur honoris causa donné par l'université Paris-8 à une personnalité étrangère, dont l'engagement et les œuvres s'inscrivent dans l'esprit de l'université.
Il a publié, notamment: Nous (1933), Matins du monde (1937), Adolescence (1939), D'un monde a l'autre (1940), Si lourd de sang (1947), Poemes pour l'Europe (1951), Petite Suite provencale (1952), Poemes du temps retrouve (1954), Pere (1960), Departs (1963), Tourisme et société (1995).
En 1956, paraît Roux sur la lune, recueil de contes pour enfants, écrits pendant son séjour en prison de 1942 et illustré par Élisabeth Ivanovsky. Il publiera deux autres recueils illustrés par Élisabeth Ivanovsky, en 1968 Le Merle borgne et en 1971 Douchka la Chatte.
Arthur Haulot était franc-maçon, membre actif de la Loge Action et Solidarité n°1 du Grand Orient de Belgique.
Arthur Haulot est mort le 24 mai 2005 laissant la Belgique orpheline d'un « résistant, poète, conteur, nouvelliste, essayiste » soucieux des relations humaines entre tous les peuples. »

## Distinctions
Officier du Mérite wallon (O.M.W.) 2012 (à titre posthume)

## Les sept merveilles de Belgique
Soucieux de l'image touristique de la Belgique, il eut l'idée en 1978, en tant que Commissaire général au tourisme à l'époque, de la notion des sept merveilles de Belgique.
- L'Agneau mystique de Gand
- Fonts baptismaux de Saint-Barthélemy de Liège
- La châsse de Notre-Dame à Tournai
- La Descente de Croix de Rubens à Anvers
- La Chute d'Icare de Pieter Breughel à Bruxelles
- Le reliquaire de Sainte-Ursule de Hans Memling à Bruges
- Le trésor d'orfèvrerie d'Hugo d'Oignies à Namur